# Marija Smirnowa (pilotka)
Marija Wasiljewna Smirnowa (ros. Мари́я Васи́льевна Смирно́ва, ur. 31 marca 1920 we wsi Worobjewe w obwodzie twerskim, zm. 10 lipca 2002 w Twerze) – radziecka pilotka wojskowa, Bohater Związku Radzieckiego (1944).

## Życiorys
Urodziła się w karelskiej rodzinie chłopskiej. W 1936 skończyła szkołę pedagogiczną i aeroklub, pracowała jako nauczycielka wiejska i lotnik-instruktor w aeroklubie. Od listopada 1941 służyła w Armii Czerwonej, w 1942 ukończyła kursy pilotów przy wojskowej lotniczej szkole pilotów w Engelsie, od maja 1942 walczyła na froncie, od 1943 należała do WKP(b). Jako dowódca eskadry 46 gwardyjskiego pułku nocnych bombowców 325 Lotniczej Dywizji Bombowców 4 Armii Powietrznej 2 Frontu Białoruskiego do sierpnia 1944 wykonała 805 nalotów bombowych na wojska niemieckie. Po wojnie została przeniesiona do rezerwy w stopniu kapitana gwardii, w 1954 ukończyła obwodową szkołę partyjną w Tambowie. Pracowała jako instruktorka Wydziału Propagandy i Agitacji Komitetu Miejskiego KPZR w Tambowie, instruktorka rejonowego komitetu KPZR w Wołodarsku, instruktorka Wydziału Organów Partyjnych Komitetu Obwodowego KPZR w Kalininie (Twerze), a później szefowa wydziału kadr w kombinacie przemysłowym w Kalininie. Działała w Radzieckim Komitecie Obrony Pokoju. Była honorową obywatelką Tweru.

## Odznaczenia
- Złota Gwiazda Bohatera Związku Radzieckiego (26 października 1944)
- Order Lenina (26 października 1944)
- Order Czerwonego Sztandaru (trzykrotnie)
- Order Aleksandra Newskiego
- Order Wojny Ojczyźnianej I klasy
- Order Czerwonej Gwiazdy

I medale.